# Рудольф фон Пройшен
Барон Рудольф Фрідріх Август Людвіг Оскар фон Пройшен фон унд цу Лібенштайн (нім. Rudolf Friedrich August Ludwig Oskar Freiherr von Preuschen von und zu Liebenstein; 4 травня 1906, Мангайм — 18 травня 2007, Ланштайн) — німецький юрист, доктор права (14 липня 1929).

## Біографія
Представник давнього гессенського роду. Син штандартенфюрера СС і оберстлейтенанта вермахту барона Людвіга фон Пройшена, кавалера ордена Pour le Mérite, і його дружини Гертруди, уродженої Вальц. Навчався в гімназіях Мангайма і Оберланштайна. В 1924/27 роках вивчав право в університетах Гайдельберга, Мюнхена і Бонна. 12-13 січня 1928 року склав перший державний іспит юриста при Вищому земельному суді Кельна. З березня 1928 року — судовий референдар, 1932 року — асесор земельного суду Кобленца. 1 січня 1931 року вступив в НСДАП (квиток №402 523). З 21 жовтня 1933 року — виконувач обов'язків голови, з 23 березня 1934 по 1945 рік — ландрат і голова земельної ради району Унтервестервальдкрайс в Монтабаурі. В травні 1940 року призваний в сухопутні війська. В 1945 році йому було заборонено працювати на державні службі. В 1952 році повернувся на державну службу. З 1969 року — міністерський радник державної канцелярії Майнца. В 1972 році вийшов на пенсію.

## Сім'я
5 травня 1934 року одружився у Вісбадені з Ірмгард Мішке (3 березня 1907, Кіль — 27 січня 1968, Бонн), дочкою віцеадмірала Роберта Мішке. 16 квітня 1970 року одружився в Ланштайні із сестрою Ірмгард Ренатою (9 травня 1918, Кіль — ?).